# Aqua Timez
Az Aqua Timez (アクア タイムズ) egy japán J-pop-együttes.

## Története
A zenekar két tagja, Futosi és OKP-Star 2000-ben találkoztak, és elhatároztak, hogy együttest alapítanak. Ekkor azonban még nem sikerült a próbálkozás, csak 2003-ban állt össze az Aqua Timez. Első középlemezük, a Sora ippai ni kanaderu inori 2005-ben jelent meg. 2006-ban leszerződtek az Epic Records Japanhoz, s ekkor adták ki második középlemezüket Nanairo no rakugaki címen. Ugyanebben az évben még két kislemezük jelent meg, melyek két animációs film, a Brave Story és a Bleach: Elveszett emlékek betétdalai lettek. Ezek hozták meg a végső sikert, s így készíthették el első albumukat. 2012-ig összesen két középlemezt, tizennégy kislemezt, négy nagylemezt, és egy válogatáslemezt jelentettek meg.

## Diszkográfia

### Kislemezek
- Icumo isso (いつもいっしょ; Hepburn: Itsumo Issho?, ’Örökké együtt’) (2004, szerzői kiadás)
- Kecui no asza ni (決意の朝に; Hepburn: Ketsui no Asa ni?, ’Reggeli elhatározás’) (2006)
- Szen no joruvo koete (千の夜をこえて; Hepburn: Sen no Yoru wo Koete?, ’Áthatolni ezer éjszakán’) (2006)
- Siori (しおり; Hepburn: Shiori?, ’Útikönyv’) (2007)
- Alones (2007)
- Csiisza na tenohira (小さな掌; Hepburn: Chiisa na Tenohira?, ’A kéz kis tenyere’) (2007)
- Nidzsi (虹; Hepburn: Niji?, ’Szivárvány’) (2008)
- Nacuno kakera (夏のかけら; Hepburn: Natsuno Kakera?, ’A nyár darabkái’) (2008)
- Velonica (2009)
- Stay Gold (2009)
- Plumeria (Hana uta) (プルメリア ～花唄～?, ’Frangipáni (virág dal)’) (2009)
- Ehagaki no haru (絵はがきの春?, ’Tavaszi képeslap’) (2010)
- Gravity Ø (2010)
- Majonaka no Orchestra (真夜中のオーケストラ; Hepburn: Mayonaka no Orchestra?, ’Éjszakai orchestra’) (2011)
- Mask (2012)

### Középlemezek
- Kanasimi no hate ni tomoru hikari (悲しみの果てに灯る光; Hepburn: Kanashimi no Hate ni Tomoru Hikari?, ’A fény a szomorúság végén ég’) (2004, szerzői kiadás)
- Szora ippai ni kanaderu inori (空いっぱいに奏でる祈り; Hepburn: Sora Ippai ni Kanaderu Inori?, ’A játékos imádságok titkos ege’) (2005)
- Nanairono rakugaki (七色の落書き?, ’Hétszínű graffiti’) (2006)

### Stúdióalbumok
- Kaze vo acumete (風をあつめて; Hepburn: Kaze wo Atsumete?, ’A szél összegyűjtése’) (2006)
- Dareka no csidzsó e (ダレカの地上絵; Hepburn: Dareka no Chijō e?, ’Valaki aszfaltrajza’) (2007)
- Utai szarisi hana (うたい去りし花; Hepburn: Utai Sarishi Hana?) (2009)
- Carpe Diem (カルペ・ディエム?) (2011)

### Válogatásalbumok
- The Best of Aqua Timez (2009)